# Йоганн Ойген Корроді
Йоганн Ойген Корроді (нім. Johann Eugen Corrodi; 18 серпня 1897, Гаузен-ам-Альбіс — 19 лютого 1980, Базель) — швейцарський офіцер, майор Швейцарської армії, оберфюрер резерву СС (30 січня 1945).

## Біографія
Брав участь у роботі швейцарських націоналістичних організацій, член Швейцарського національного фронту. Служив в прикордонному фузілерному батальйоні. В липні 1941 року дезертирував, прибув в Німеччину і вступив у СС (посвідчення №450 700) як Йоганн фон Ельфенау (нім. Johann von Elfenau). З листопада 1941 по квітень 1942 року навчався в юнкерському училищі СС в Бад-Тельці. З травня 1942 по травень 1943 року служив в кавалерійській дивізії СС «Флоріан Гаєр». Учасник Німецько-радянської війни. В 1943 році швейцарська влада заочно засудила Корроді до трьох років ув'язнення. В червні-вересні 1944 року навчався в танковому училищі в Бічі. З вересня 1943 по червень 1944 року служив в штабі італійської Міліції охорони. З липня 1944 по травень 1945 року — начальник штабу головнокомандувача військ СС в Італії. Після війни був заарештований на швейцарсько-італійському кордоні і ув'язнений за заочним вироком. Через 2.5 роки звільнений.

## Нагороди
- Почесна шпага рейхсфюрера СС
- Німецький кінний знак
- Залізний хрест
  - 2-го класу (23 вересня 1942)
  - 1-го класу (21 січня 1943)
- Нагрудний знак «За поранення» в чорному